# 魏延
魏 延（ぎ えん）は、中国後漢末期から三国時代にかけての蜀漢の武将。字は文長。荊州義陽郡の人。劉備の荊州時代以来の配下。

## 生涯

### 劉備の生前
（出典：）
建安16年（211年）、劉備入蜀の際、彼が指揮を執る軍の配下として随行し、何度か戦功を立て、牙門将軍に昇進した。
建安24年（219年）、漢中王に即位した劉備は成都に帰還する際、漢中の地を要害とした。人々は重鎮の張飛が起用されるであろうと思い、張飛もそう思っていた。しかし、予想に反して劉備は魏延を漢中督・鎮遠将軍・漢中太守に抜擢した。劉備が群臣との会合の場で、魏延に重任を拝命する際の抱負を問うたところ、「曹操が天下の兵を挙げて攻め寄せるならば、大王のためにこれを防ぎ、曹操配下の将軍が10万の兵で来るならば、これを併吞する所存でございます」と語った。劉備や群臣はその勇敢な発言に感心した。
章武2年（222年）、劉備が夷陵の戦いで敗北し、黄権が魏に降伏すると、その後を受けて鎮北将軍に昇進した。

### 諸葛亮の北伐時
（出典：）
建興元年（223年）、劉備が崩御し、諸葛亮が丞相として蜀の全権を握った後も、引き続き重用された。
建興5年（227年）、諸葛亮が第1次北伐のため漢中に入ると、魏延は前部督（前線部隊の指揮官）となり、さらに丞相司馬（軍事に関する幕僚職）・涼州刺史に任命された。北伐に際して、諸将は魏延や呉懿を先鋒にするべきであると言ったが、諸葛亮はこれを聞き入れず馬謖を抜擢し、蜀軍は敗北した。
建興8年（230年）、魏の曹真らが漢中に攻め寄せるも大雨によって軍を引く（子午の役）と、これに乗じた諸葛亮は西に軍を進めた。魏延は呉懿とともに羌中へ入り、陽谿で魏の費耀・郭淮を大いに打ち破った。この功績で前軍師・征西大将軍に昇進し、仮節の待遇を与えられ、南鄭侯に爵位を上げられた。
建興9年（231年）、蜀漢軍が魏の祁山を包囲したので、祁山の包囲を解くために司馬懿が諸葛亮を、張郃が王平を攻めたが、魏延・呉班・高翔は司馬懿を大いに撃退した（祁山の戦い）。この戦いの後、李厳に対する諸葛亮の弾劾状に使持節・前軍師・征西大将軍・涼州刺史・南鄭侯として劉琰の次に名を連ねている。
魏延は出征の度に諸葛亮に対して、かつての韓信のように、自ら兵1万を率いて本隊と別の道を通り、潼関で落ち合う作戦を許可してほしいと要請していた。しかし、諸葛亮は許さなかったので、魏延は諸葛亮が臆病さゆえに自分の才能が発揮できないと嘆いていた。
また、魏延は勇猛で誇り高い性格ゆえ、諸将は彼を敬遠していたが、楊儀だけは公然と手向かった。そのため楊儀との仲は特に悪かった。軍議で言い争いになると、魏延は楊儀に剣を突きつけ脅し、楊儀を泣かせるというありさまで、その度に費禕が両者の仲裁に入っていた。諸葛亮は魏延の驍勇・楊儀の才幹、いずれも高く評価していたため、どちらも罷免するに忍びず、二人の不仲に心を痛めていた。

### 諸葛亮の死後
（出典：）

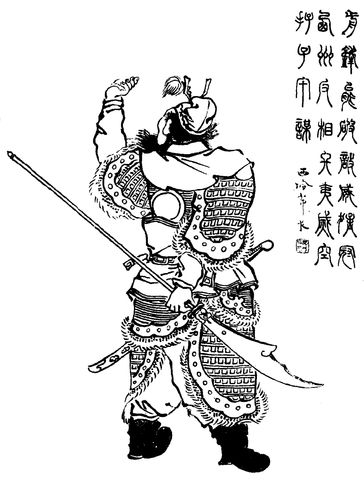
清代の書物に描かれた魏延

建興12年（234年）、諸葛亮は再び北伐に出陣し、魏延を先鋒とした。魏延は諸葛亮の軍営から10里（約5km）のところにいたが、ある日自らの頭に角が生えるという夢に悩み、趙直という人物に相談した。趙直は「麒麟は角を持っておりますが、それを自ら用いる事はございませぬ。これは、戦わずして賊軍が自壊する象徴であります」と言ったが、魏延が退座すると近くの者に「角という字は刀の下に用いると書く。頭の上に刀が用いられるのだから、不吉な事この上無いわい（つまり魏延の首が落とされるという暗示）」と、本当の占いの結果を漏らした。
諸葛亮は布陣した五丈原で病に倒れると、内密に楊儀・費禕・姜維らを呼び寄せ、自分が死んだら全軍撤退するように命じた。そして、撤退するにあたっては、魏延に敵の追撃を断たせ、もし彼が命令に従わなければ、構わず軍を進発させよと彼らに指示している。
諸葛亮が病死すると、楊儀は費禕に頼んで魏延の意向を探らせた。魏延は自分が指揮官となって北伐を継続するよう主張し、楊儀の指揮下に入ることを拒否した。魏延が人を遣わして様子を探らせると、諸軍は諸葛亮の定めた指図に従って次々に撤退を開始した。魏延は怒り、楊儀が戻れないよう先発して桟道を焼き落とし、さらに楊儀が反逆したと劉禅に上奏した。楊儀も山に桟道を掛け、昼夜兼行で魏延の後を追いかけ、同じく劉禅に魏延が反逆したと上奏した。
相反する上奏を受けた劉禅は、どちらが正しいのか董允・蔣琬に問うた。2人はいずれも楊儀の肩を持ち、魏延を疑った。先行していた魏延が南谷口で楊儀を迎撃すると、楊儀は王平（「魏延伝」の記述では「何平」）を魏延に当たらせた。王平が魏延の兵士に向かって「公（諸葛亮）が亡くなり、その身もまだ冷たくならぬうちに、お前たちは何故このような事をしようとするのか」と一喝すると、魏延の兵士たちは魏延が悪い事を知っていたので、彼を見捨てて悉く逃げ去った。取り残された魏延は、息子たち数人と漢中に出奔した。しかし楊儀は馬岱に追撃させ、魏延父子を斬らせた。魏延の首が楊儀の元に届くと、楊儀は「庸奴（知恵の足りぬ輩）め！もう一度悪さができるものならやってみよ！」と言って首を踏みつけたという。こうして魏延の三族も処刑された。
なお裴松之が注に引用する『魏略』には異説が載せられている。『魏略』によれば、「諸葛亮は病気になると、魏延らに向かって、自らの死後は自国の守りを固めるようにし、再度の出征を固く禁じた。そして魏延には自分の役目を代行させ、密かに遺体を持ち去るよう命じた。魏延は褒口に至ってはじめて諸葛亮の喪を発した。楊儀は魏延と不和だったため、魏延が軍の指揮を代行するのを見て、自身が殺されるのではないかと恐れていた。そこで魏延が軍もろとも北（魏）に寝返ろうとしていると噂を流し、軍を率いて魏延を攻撃した。魏延にはもともとそのようなつもりはなく、戦わずして軍が逃走したため、追撃を受けて殺された」とある。ただし裴松之はこの記述を「敵国の伝聞であり、本伝の記述とどちらが正しいか論ずるまでもない」と論評している。

### 楊戯の評
楊戯は延熙4年（241年）に著した『季漢輔臣賛』にて、魏延を以下の様に評価している。

### 陳寿の評
陳寿は魏延の行動について、「魏延の心意を推測するに、彼が北へ行って魏に降伏せず、南に帰ったのは、楊儀らを除こうとしたからにすぎない。そうすれば、普段は自分に同調していなかった諸将も、諸葛亮の後継者として自分を望むようになるに違いないと期待していた。魏延の本心はこのようなものであり、謀反を起こそうとしたのではない」としている。また一方で、劉封・彭羕・廖立・李厳・劉琰・楊儀と同様「災いを招き咎を受けることになったのは、自らの責任でないとはいえない」とも評している。

## 三国志演義

### 魏延の登場
小説『三国志演義』では、初めは荊州の劉表配下の親劉備派の将軍として登場する。劉表の死後、劉備が新野に攻め寄せた曹操の大軍から逃れ、民を引き連れて襄陽の城に現れた時、既に曹操に降伏していた蔡瑁らは、彼らに矢を射て攻撃をしかける。このため魏延は蔡瑁の行為に憤り、反乱を起こして劉備を城内に招き寄せようとするが、文聘に阻止されている。民が傷つくのを恐れた劉備が江陵に向かったため、魏延は合流できずに長沙太守の韓玄を頼り、その配下となっている（第41回）。

### 諸葛亮との因縁
劉備は赤壁の戦いに勝利すると、荊州の南4郡の攻略に着手する。韓玄のいる長沙には、劉備の命令を受けた関羽が攻め込んでくる。魏延の同僚黄忠が関羽との戦いで韓玄に内通を疑われ、処刑されそうになると、魏延は民や兵士を扇動して韓玄を斬り、城を開けて劉備に降伏している。
魏延が劉備と対面すると、側にいた諸葛亮は、主君である韓玄を裏切った行為を咎め、「反骨の相（頭蓋骨が後部に出ていること。裏切りの象徴とされる）」があると言い、魏延を斬るよう劉備に進言するが、劉備の取り成しで許されている。この場面が後の因縁の伏線となっている（第53回）。
後の益州攻略戦で、魏延は勝手に抜け駆けをして危機に陥り、黄忠の援軍に救われている。黄忠は、軍紀を乱した件で魏延を処刑すべきであると劉備に進言するが、ここでも劉備により敵将を捕らえたことで帳消しとされている（第62回）。
諸葛亮の南征では、遠征軍の大将に任命され従軍し（第87回）、孟獲率いる南蛮軍との戦いで活躍している。烏戈国王兀突骨率いる藤甲軍との戦いでは、諸葛亮に半月で15回にも及ぶ偽りの敗走を命じられ、内心不服を覚えつつも忠実に命令を実行し、諸葛亮の計略を成功に導いている（第90回）。

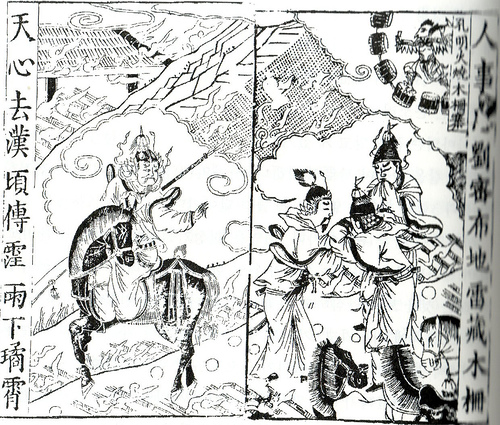
司馬懿たちを誘き寄せる魏延

北伐では蜀軍の主力として活躍し、街亭の戦いでは敗走する馬謖を助け、蜀軍の被害拡大を食い止めるために奮戦する（第95回）。また魏の王双を討ち取る（第98回）など、勇猛な将軍として描かれている。その一方で、諸葛亮の用兵を慎重すぎると批判したり、陳式と共に諸葛亮の命令を無視して危機に陥り、諸葛亮に詰問されると陳式と互いに讒言し合う（第100回）など、性格に問題のある人物としても描かれている。諸葛亮も魏延に反骨の相があり、いずれ禍の種になることを知りながら、魏との戦いでは彼の武勇が必要と見なして、やむなく用いているということにされている。葫蘆谷の戦いでは司馬懿を誘き寄せる任務を負う（第103回）。しかし、これは魏延に危険性を感じた諸葛亮が、司馬懿もろとも魏延を焼き殺そうとする計略であったため、雨のおかげで生還した魏延は諸葛亮を詰問している。しかし、諸葛亮は計略の責任者だった馬岱の手違いであったとして、魏延配下の一兵卒に落とすことで反感を逸らしている。

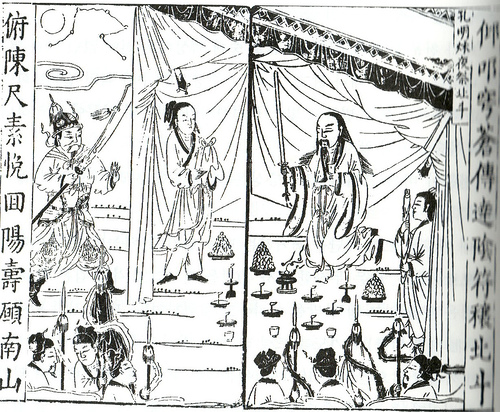
祈祷の場に踏み込む魏延

五丈原の戦いでは、病に倒れた諸葛亮が自分の寿命はあと少しで尽きると知ったため、延命の祈祷を始める。それを察した司馬懿は、祈祷を止めさせるために戦いを仕掛ける。魏延は祈祷のことを全く知らなかったため、魏軍が攻め込んできたことを諸葛亮に伝えようとして祈祷の場に踏み込み、うっかり祭壇を荒らしてしまう。このため祈祷は失敗することになる。祈祷に参加していた姜維は魏延を斬ろうとするが、諸葛亮は「これは天命なのだ」と言って彼を許し、魏延に魏軍の撃退を命じている（第103・104回）。

### 演義における最期
史書に書かれている魏延の死を予言する夢の話は、『演義』では諸葛亮が死去した日に見た夢とし、さらに趙直が真意を打ち明けた相手を費禕に設定している。諸葛亮の死を聞くと、楊儀の指揮下に入ることを拒否する。そして楊儀や諸将が自分を無視して撤退を開始したことを知ると、怒った魏延は手勢を率いて楊儀の後を追い南下する（第104回）。
魏延は楊儀の先回りをして桟道を焼き払い、退路を遮断してしまう。しかし楊儀は、姜維の進言に従って裏道から漢中に向かっている。一方の魏延は、背後に回りこんだ何平（王平）に攻め立てられて、配下の将兵が馬岱の300人を除き離散してしまう。馬岱が魏延に蜀に反逆し、南鄭を攻めて、簒奪することを進言すると、魏延もその策を採用している。
魏延が攻め込んでくると、楊儀は諸葛亮から死の直前に託された錦の嚢を開き、そこに書かれた指示に従い、魏延に向かって「『わしを殺せる者があるか』と三度叫ぶ事ができたら漢中をお譲り致そう」と告げる。魏延が一声そう叫ぶと、その言葉が終わらないうちに、諸葛亮の密命を受けていた馬岱が「俺が殺してやる」と叫んで、魏延は彼によって背後から斬殺されてしまう（第105回）。

## 伝記資料
- 『三国志』巻40 蜀書 劉彭廖李劉魏楊伝